# Ligne de couleur
Ne doit pas être confondu avec ségrégation raciale.

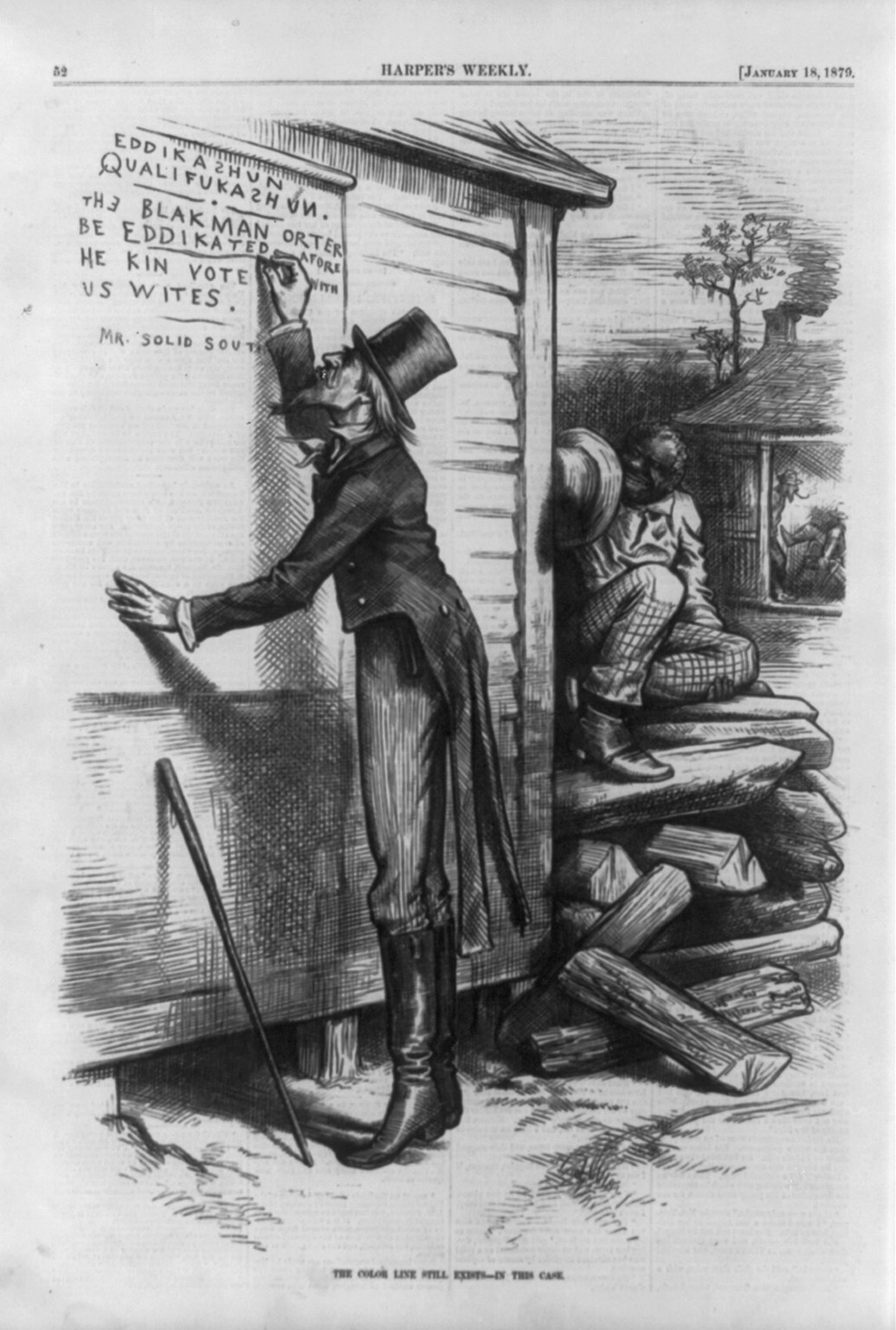
Caricature renversant ironiquement l'idée de la ligne de couleur: ici, c'est le blanc opposé au droit de vote universel qui est présenté comme inférieur intellectuellement.

La ligne de couleur (en anglais the color line) désigne la séparation qui est faite dans le racisme entre les gens blancs et tous les autres, dès lors considérés comme « gens de couleur ». Ce concept a été popularisé par W. E. B. Du Bois, pour décrire le régime de séparation entre gens noirs et blancs aux États-Unis qui perdure bien après la fin de l'esclavage. W. E. B. Du Bois a fameusement déclaré : 

« Le problème du XXe siècle est celui de la ligne de couleur. »

La configuration de la ligne de couleur se retrouve généralement dans toutes les colonies américaines selon Frédéric Régent, y compris dans les Antilles françaises où la hiérarchie sociale séparait la caste des blancs de celle des mulâtres et de toutes les autres personnes de couleur, au premier rang desquelles les gens noirs.
La ligne de couleur, malgré les efforts de théorisation et de systématisation du racialisme, ne signifie pas que la racisation soit un processus net et absolu. Bien au contraire, la ligne de couleur ne cesse de se déplacer et n'est pas dénuée d’ambiguïté, comme l'illustrent par exemple la relation et la représentation des gens juifs vis-à-vis de la blanchité au long de l'histoire moderne: la judéité fut tantôt rapprochée de la noirceur, tantôt rangée du côté de la blancheur, selon Enzo Traverso. De même dans le cas des Irlando-Américains, qui ont initialement été considéré comme de « de couleur » par les autorités étasuniennes avant de passer du côté blanc de la ligne de couleur, selon Robert Nowatzki,. Il convient néanmoins de nuancer cette racialisation des Irlandais, qui ne signifie pas qu'ils aient été opprimé de la même manière que les gens noirs, selon Patrick R. O'Malley. Selon Jennifer Lee et Frank D. Bean, la ligne de couleur aux États-Unis évolue aujourd'hui par rapport à l'attention portée à l'immigration, mais continue de rejeter particulièrement les personnes noires dans l'altérité.
Selon Sarah Burnautzki, la ligne de couleur joue aujourd'hui encore un rôle dans la façon dont on distingue la littérature française, imaginée comme blanche, et la littérature francophone imaginée comme de couleur. De même, selon Sara Le Menestrel, dans les distinctions qu'on trace en Louisiane entre musique dite française, c'est-à-dire comprise comme blanche, et celles dites cajun, créoles ou zydeco, rejetées au-delà de la ligne de couleur.
En 2015, Silyane Larcher a critiqué une interprétation trop naturaliste du concept de ligne de couleur au sein de l'antiracisme en France.